# Seznam měst v Pensylvánii

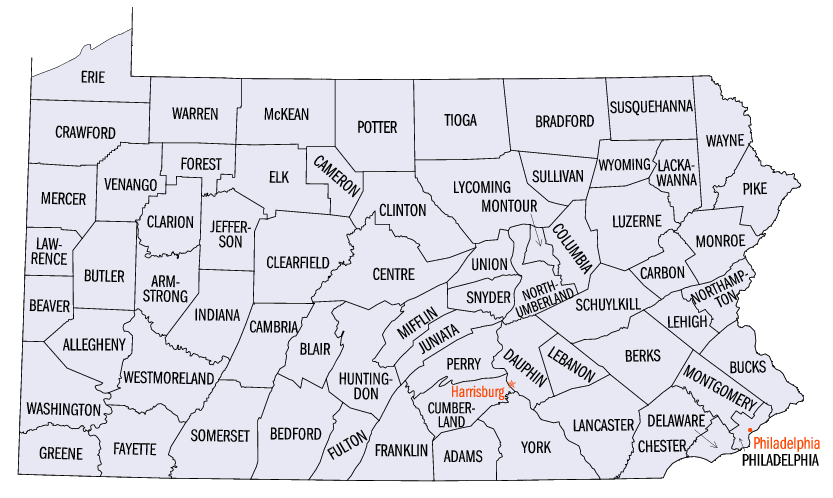
Mapa Pensylvánie

Toto je seznam měst ležících v Pensylvánii, kterých je dohromady 57. Teoreticky je dělíme do několika tříd. Města první třídy (v tomto státě 1), druhé třídy (v tomto státě 1), druhé třídy A (v tomto státě 1) a třetí třídy (v tomto státě 54). Do tříd je řadíme jak podle počtu obyvatel, tak podle přijatých zákonů a nařízení. Nicméně města z první tří tříd a 24 měst ze 3. třídy přijala domovská ustanovení zvaná Home Rule Charters, která změnila jejich vztah ke státu natolik, že už vlastně podle státního práva nejsou za města považována. Nicméně jsou nadále považována za města z klasifikačních důvodů. Takže i tento seznam je kvůli úplnosti zahrnuje.
Navíc města 3. třídy mají možnost přijmout i jiná ustanovení, která také mění charakter města, ale ne natolik, aby to změnilo jejich vztah ke státu. V letech 1957 až 1972 mohla přijmout Optional Charters, od roku 1972 pak Optional Plans. Tato ustanovení umožňují městům vytvořit si svá vlastní pravidla pro místní správu, ale výrazně neovlivňuje jejich vztah se státem. Navíc je zde město Parker, které používá pro města v Pensylvánii unikátní formu místní vlády, která je utvářena na základě unikátního speciálního zákona, ale i tato verze nemění nic na jeho statusu města de jure. Pouze 14 měst v Pensylvánii doposud nepřijala žádný alternativní ustanovení a dosud využívají jednu ze dvou tradičních forem správy města.
| Jméno          | Okres              | Fotografie | Počet obyvatel (odhad 2017) | Počet obyvatel (odhad 2020) | Rozloha    | Nadmořská výška | Vznik (jako město) | Třída | Zvláštní status |
| -------------- | ------------------ | ---------- | --------------------------- | --------------------------- | ---------- | --------------- | ------------------ | ----- | --------------- |
| Aliquippa      | Beaver             |            | 9006                        | 9238                        | 11,91 km2  | 260 m           | 1987               | 3.    | ne              |
| Allentown      | Lehigh             |            | 121283                      | 125845                      | 46,69 km2  | 103 m           | 1867               | 3.    | home rule       |
| Altoona        | Blair              |            | 44098                       | 43963                       | 25,36 km2  | 354 m           | 1868               | 3.    | home rule       |
| Arnold         | Westmoreland       |            | 4903                        | 4772                        | 2,13 km2   | 242 m           | 1939               | 3.    | ne              |
| Beaver Falls   | Beaver             |            | 8483                        | 9005                        | 6,09 km2   | 243 m           | 1928               | 3.    | ne              |
| Bethlehem      | Lehigh Northampton |            | 75707                       | 75781                       | 38,99 km2  | 110 m           | 1917               | 3.    | charter         |
| Bradford       | McKean             |            | 8305                        | 7849                        | 8,86 km2   | 440 m           | 1879               | 3.    | ne              |
| Butler         | Butler             |            | 13107                       | 13502                       | 7,04 km2   | 304 m           | 1918               | 3.    | ne              |
| Carbondale     | Lackawanna         |            | 8447                        | 8828                        | 8,40 km2   | 328 m           | 1851               | 3.    | home rule       |
| Clairton       | Allegheny          |            | 6611                        | 6181                        | 7,76 km2   |                 | 1922               | 3.    | home rule       |
| Coatesville    | Chester            |            | 13123                       | 13350                       | 4,73 km2   | 101 m           | 1915               | 3.    | home rule       |
| Connellsville  | Fayette            |            | 7368                        | 7031                        | 5,92 km2   | 280 m           | 1911               | 3.    | ne              |
| Corry          | Erie               |            | 6347                        | 6210                        | 15,56 km2  | 434 m           | 1866               | 3.    | ne              |
| Du Bois        | Clearfield         |            | 8197                        | 7510                        | 8,33 km2   | 430 m           | 1914               | 3.    | plan            |
| Duquesne       | Allegheny          |            | 5547                        | 5254                        | 5,2 km2    | 280 m           | 1918               | 3.    | ne              |
| Easton         | Northampton        |            | 27109                       | 28127                       | 12,58 km2  | 64 m            | 1887               | 3.    | home rule       |
| Erie           | Erie               |            | 97369                       | 94831                       | 50,16 km2  | 222 m           | 1851               | 3.    | charter         |
| Farrell        | Mercer             |            | 4687                        | 4258                        | 5,89 km2   | 302 m           | 1932               | 3.    | home rule       |
| Filadelfie     | Philadelphia       |            | 1580863                     | 1603797                     | 369,62 km2 | 12 m            | 1701               | 1.    | home rule       |
| Franklin       | Venango            |            | 6137                        | 6077                        | 12,44 km2  |                 | 1868               | 3.    | home rule       |
| Greensburg     | Westmoreland       |            | 14299                       | 14976                       | 10,50 km2  | 310 m           | 1928               | 3.    | home rule       |
| Harrisburg     | Dauphin            |            | 49192                       | 50135                       | 30,73 km2  | 98 m            | 1860               | 3.    | charter         |
| Hazleton       | Luzerne            |            | 9190                        | 29963                       | 15,57 km2  | 515 m           | 1891               | 3.    | plan            |
| Hermitage      | Mercer             |            | 15635                       | 16230                       | 75,85 km2  | 322 m           | 1976               | 3.    | home rule       |
| Chester        | Delaware           |            | 34077                       | 32605                       | 15,55 km2  | 21 m            | 1866               | 3.    | home rule       |
| Jeannette      | Westmoreland       |            | 9190                        | 8780                        | 6,18 km2   | 316 m           | 1938               | 3.    | ne              |
| Johnstown      | Cambria            |            | 19643                       | 18411                       | 15,77 km2  | 348 m           | 1889               | 3.    | home rule       |
| Lancaster      | Lancaster          |            | 59708                       | 58039                       | 19,00 km2  | 112 m           | 1818               | 3.    | charter         |
| Latrobe        | Westmoreland       |            | 7949                        |                             | 6,00 km2   | 304 m           | 1999               | 3.    | home rule       |
| Lebanon        | Lebanon            |            | 25770                       | 26814                       | 10,79 km2  | 143 m           | 1885               | 3.    | home rule       |
| Lock Haven     | Clinton            |            | 9284                        | 8108                        | 6,91 km2   | 171 m           | 1870               | 3.    | charter         |
| Lower Burrell  | Westermoreland     |            | 11228                       | 11758                       | 29,84 km2  | 229 m           | 1959               | 3.    | ne              |
| McKeesport     | Allegheny          |            | 19245                       | 17727                       | 14,02 km2  | 230 m           | 1891               | 3.    | home rule       |
| Meadville      | Crawford           |            | 12973                       | 13050                       | 11,34 km2  | 400 m           | 1866               | 3.    | charter         |
| Monessen       | Westermoreland     |            | 7339                        | 6876                        | 7,83 km2   | 344 m           | 1921               | 3.    | ne              |
| Monongahela    | Washington         |            | 4146                        | 4159                        | 5,52 km2   | 230 m           | 1873               | 3.    | ne              |
| Nanticoke      | Luzerne            |            | 10279                       | 10628                       | 9,18 km2   | 212 m           | 1926               | 3.    | home rule       |
| New Castle     | Luzerne            |            | 22069                       | 21926                       | 22,10 km2  | 251 m           | 1869               | 3.    | charter         |
| New Kensington | Westmoreland       |            | 12466                       | 12170                       | 10,90 km2  | 338 m           | 1934               | 3.    | ne              |
| Oil City       | Venango            |            | 9863                        | 9613                        | 12,53 km2  | 310 m           | 1871               | 3.    | charter         |
| Parker         | Armstrong          |            | 810                         | 695                         | 2,48 km2   | 308 m           | 1873               | 3.    | ne              |
| Pittsburgh     | Allegheny          |            | 302407                      | 302971                      | 151,12 km2 | 416 m           | 1816               | 2.    | home rule       |
| Pittston       | Luzerne            |            | 7694                        | 7591                        | 4,42 km2   | 199 m           | 1894               | 3.    | home rule       |
| Pottsville     | Schuylkill         |            | 13625                       | 13346                       | 10,79 km2  | 201 m           | 1911               | 3.    | ne              |
| Reading        | Berks              |            | 88423                       | 95112                       | 26,24 km2  | 93 m            | 1847               | 3.    | home rule       |
| St. Marys      | Elk                |            | 12370                       | 12738                       | 257,76 km2 | 508 m           | 1992               | 3.    | home rule       |
| Scranton       | Lackawanna         |            | 77605                       | 76328                       | 66,14 km2  | 227 m           | 1866               | 2. A  | home rule       |
| Shamokin       | Norhumberland      |            | 7016                        | 6942                        | 2,16 km2   | 200 m           | 1949               | 3.    | ne              |
| Sharon         | Mercer             |            | 13259                       | 13147                       | 9,76 km2   | 300 m           | 1917               | 3.    | home rule       |
| Sunbury        | Northumberland     |            | 9519                        | 9719                        | 5,50 km2   | 140 m           | 1920               | 3.    | ne              |
| Titusville     | Crawford           |            | 5323                        | 5262                        | 7,51 km2   |                 | 1866               | 3.    | charter         |
| Uniontown      | Fayette            |            | 9824                        | 9984                        | 5,29 km2   | 304 m           | 1864               | 3.    | ne              |
| Warren         | Warren             |            | 9162                        | 9404                        | 8,00 km2   | 370 m           | 1832               | 3.    | home rule       |
| Washington     | Washington         |            | 13566                       | 13176                       | 7,63 km2   | 352 m           | 1924               | 3.    | ne              |
| Wilkes-Barre   | Luzerne            |            | 40806                       | 44328                       | 18,93 km2  | 160 m           | 1871               | 3.    | home rule       |
| Williamsport   | Lycoming           |            | 28462                       | 27754                       | 24,42 km2  | 158 m           | 1866               | 3.    | charter         |
| York           | York               |            | 44132                       | 44800                       | 13,84 km2  | 142 m           | 1887               | 3.    | charter         |